# Mercedes-Benz W 30
Der Mercedes-Benz W 30 (Verkaufsbezeichnung: Mercedes-Benz 150) war der erste Mittelmotorwagen von Daimler-Benz. Er wurde von 1934 bis 1936 hergestellt.

## Geschichte
Vom W 30 wurden zur 2000-km-Deutschlandfahrt 1934 sechs Coupés  gebaut. Daimler-Benz bezeichnete diesen Typ allerdings, vermutlich aus Homologationsgründen, als Sportlimousine. Diese 6 Fahrzeuge hatten nur an der  Front und in den beiden Türen Fenster, der Blick nach hinten war lediglich durch eine Vertiefung im Dach möglich. Eines dieser Coupés wurde auch im August 1934 erfolgreich bei der Fernfahrt Lüttich-Rom-Lüttich eingesetzt. Auf gleicher technischer Basis entstanden ab 1935 auch Roadster. Dabei wurde ein Teil der Coupés zu Roadstern umgebaut. Daneben wurden noch einige Neuwagen mit Roadsteraufbau gefertigt. Im Unterschied zum zeitgenössischen Typ 130 war beim Typ 150 der Tank im Vorderwagen untergebracht, wodurch der Kofferraum entfiel. Die mit 6600 Reichsmark recht teuren, zweisitzigen Fahrzeuge hatten daher wenig praktischen Nutzwert. Wegen mangelndem Kundeninteresses entstanden insgesamt bis zur Einstellung des Modells 1936 weniger als zwölf Stück. Der einzige erhaltene Roadster steht im Mercedes-Benz Museum in Stuttgart-Bad Cannstatt. Der nächste Mercedes-Benz Mittelmotorwagen wurde erst über 30 Jahre später, 1969, vorgestellt, der berühmte C 111.
Entwickelt wurde der W 30 von den Ingenieuren Hans Nibel und Max Wagner, die schon bei Benz & Cie. in Mannheim an der Entwicklung des 1. Mittelmotor-Rennwagens der Automobilgeschichte, dem Benz RH (Tropfenwagen), beteiligt waren. Der Mercedes-Benz 150 darf als direkter Abkömmling des Benz RH bezeichnet werden.
Zu erwähnen ist noch, dass Daimler-Benz 1935/36 eine einmalige PKW-Typenvielfalt im Verkaufsprogramm hatte. Es wurden PKWs mit Frontmotor ( z. B. Typ 170), Mittelmotor (Typ 150) und Heckmotor (Typ 130) angeboten.

## Motor und Getriebe
Der Mercedes-Benz 150 war mit einem Vierzylinder-OHC-Reihenmotor, längs vor der Hinterachse eingebaut, ausgestattet (Mittelmotor). Das Aggregat mit 1498 cm³ Hubraum leistete 55 PS (40 kW). Die Motorleistung wurde über ein Dreiganggetriebe mit zusätzlichem Schnellgang an die Hinterräder weitergeleitet. Der Zweitürer erreichte eine Höchstgeschwindigkeit von 125 km/h.

## Fahrwerk
Hinten war eine Pendelachse mit Schraubenfedern eingebaut. Die Vorderräder hingen achslos an zwei Querblattfedern (Einzelradaufhängung).